# Spurriet

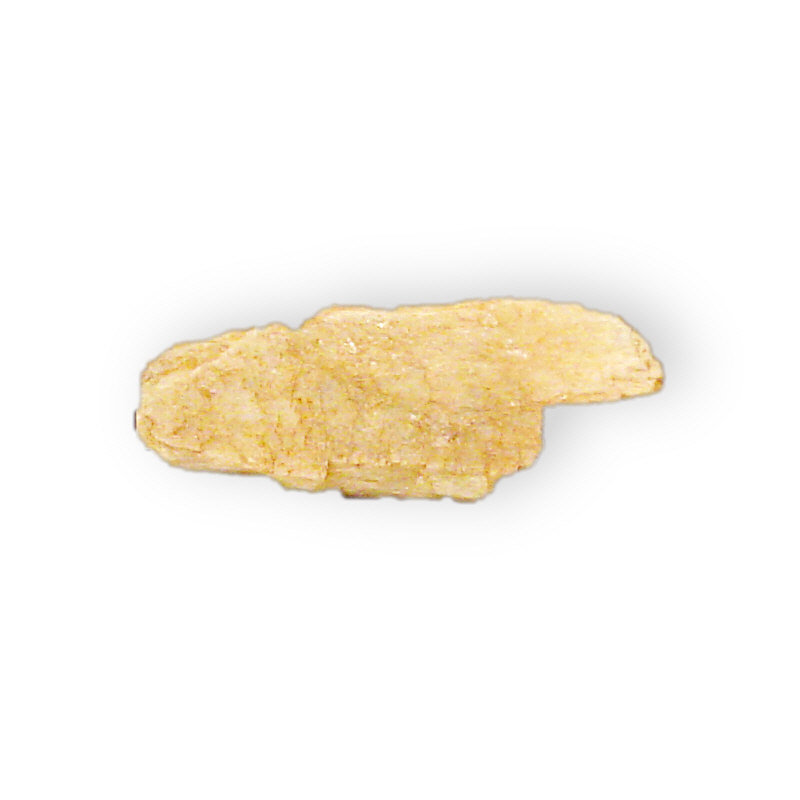
Spurriet

Het mineraal spurriet is een calcium-carbonaat-silicaat met de chemische formule Ca5(SiO4)2(CO3). Het behoort tot de nesosilicaten.

## Eigenschappen
Het doorschijnend tot doorzichtig grijswit tot grijze of grijsroze spurriet heeft een glasglans, een witte streepkleur en een duidelijke splijting volgens het kristalvlak [100]. De gemiddelde dichtheid is 3 en de hardheid is 5. Het kristalstelsel is monoklien en het mineraal is niet radioactief.

## Voorkomen
Het mineraal spurriet komt met name voor in contactmetamorf gesteente, met name op het grensvlak van kalksteen en dioriet. De typelocatie is het Velardena mijnbouwgebied in Mexico. Het wordt ook gevonden in Camphouse, Ardnamurchan, Argyll, Schotland, Verenigd Koninkrijk en op de South Sister Peak, Tres Hermanas-gebergte, Luna county, New Mexico, Verenigde Staten.